# KEduca
KEduca là một sản phẩm giáo dục miễn phí theo chứng chỉ phần mềm miễn phí GPL (version 2), (free software license)  môi trường KDE cho desktop. Phần mềm cung cấp chức năng tạo và lưu một bài kiểm tra, và chức năng cho người dùng làm cái bài kiểm tra được tạo. Trong các câu hỏi có thể chèn được hình ảnh, các câu hỏi có thể có nhiều phương án trả lời với các mức điểm khác nhau, có thể giới hạn thời gian cho một bài kiểm tra.